# Rivière Kuuguluk
Rivière Kuuguluk är ett vattendrag i Kanada.   Det ligger i provinsen Québec, i den östra delen av landet, 1 500 km norr om huvudstaden Ottawa.
Omgivningarna runt Rivière Kuuguluk är i huvudsak ett öppet busklandskap. Trakten runt Rivière Kuuguluk är nära nog obefolkad, med mindre än två invånare per kvadratkilometer.